# 超现实主义文学
超现实主义文学是继象征主义、未来主义、表现主义之后，现代主义文学的又一个有广泛国际影响的重要流派。超现实主义文学诞生于1924年的法国，从1924到20世纪60年代历时半个世纪，扩及欧美24个国家。这一流派有明确的政治、社会和文学理论以及一套实验性的艺术方法，但情况极为复杂。作为一场广泛的文艺运动的超现实主义思潮影响及为广泛，但单就文学领域而言，实际成就仅局限于诗歌领域。
从许多方面看，超现实主义是兰波文学主张的直接继承。兰波是法国象征主义诗人，他在《第二种疯癫：字的炼金术》（《地狱一季》）倡导“凭着幻觉、错觉来写诗”，可以说是第一次指明了超现实主义的方向。20世纪初的未来主义者在极端反传统的态度上和对未来的渴望上也对超现实主义者有影响，阿波利奈尔把他的剧本《蒂蕾西亚的乳房》（1917）称为“超现实主义戏剧”，更是这一称谓的滥觞。
但对超现实主义形成影响更大的则是第一次世界大战给青年知识分子带来的幻灭感、对现状的不满、对传统价值体系的反叛，以及随之而来的非理性主义思潮。超现实主义的前身是盛行于1916－1923年之间的达达主义运动，其参与者大部分都参加过大战。达达主义者反对一切体系，号称要摧毁一切偶像，乃至艺术本身。他们以笛卡尔的名言“我甚至不想知道我在我之前是否有过人”为座右铭。由于过于极端，达达主义并没有发展成为一个稳定的文艺流派，但其价值在于为其后文艺的发展扫清了道路。许多超现实主义者都曾参与过这一运动，包括诗人布勒东、阿拉贡、蘇波、艾吕雅和画家达利等。
此外，亨利·柏格森关于理性只能认识外表，只有直觉才能认清本质的理论，弗洛伊德关于无意识是精神的真正实际，梦幻和艺术同源，艺术工作等于做梦等等理论都对超现实主义产生重大的指导性影响。

## 理论
1921年5月法国诗人安德烈·布勒東等首先打出“超现实主义”旗号，1924年正式成立超现实主义小组，发表第一篇宣言。由此至1930年为超现实主义极盛时期。第二次世界大战期间，超现实主义中心移往纽约，战后又重新回到巴黎。1969年10月4日，让·许斯特在《世界报》发表最后宣言《第四章》，超现实主义运动宣告结束。
布勒东是超现实主义文学的理论家，先后发表三次超现实主义宣言（1924、1929、1942）。后人将这些宣言编辑成书（《超现实主义宣言》，密歇根大学出版社，1972年英文版）。布勒东的理论颇多自相矛盾之处，但总体上具有稳定性（这很有可能是其潜意识（私我）与前意识相斗争的结果（弗洛伊德认为前意识充当潜意识与意识之间的卫兵，使人类兽性的欲望被抑制），致使其思想不断受到不同意识的控制而来回颠倒，从而表现为前后矛盾（同时这也可以认为是控制下的精神分裂症））

### 崇尚梦幻和无意识
布勒东和阿拉贡等早年是学医学的，接触过弗洛伊德的精神分析学，布勒东1922年还去维也纳访问过弗洛伊德本人。1924年的宣言中，布勒东大力推崇弗洛伊德的释梦理论，后以《连接的容器》一书题赠弗洛伊德。
超现实主义者认为梦幻是一种认识不受外界影响的绝对自我的方式，最具有启发性。作为超现实的范畴和被压抑世界的象征，梦幻可用来“解决人生的主要问题”。布勒东特别重视癫狂症，把癫狂看作一种纯粹的“精神锻炼”，有助于把想象和实际综合起来，成为“超现实”。

### 反理性主义的美学思想
布勒东曾指责现实主义文学避开人本身，只注重表面的细节真实，而不用力开掘人内心的真实，这种看法和意识流小说家一致。超现实主义者强调描写梦幻世界、想象世界、内心活动的重要性。他们努力探索无意识，进行催眠术的试验和对梦幻的研究，提倡神奇性和偶然性。
布勒东1937年提出“黑色幽默”的概念，1939年发表《黑色幽默文选》。他以爱尔兰作家斯威夫特为先驱，认为黑色幽默悲愤多于诙谐，是摆脱虚伪习俗的最好武器。20世纪60年代美国兴起的黑色幽默文学就受到了他的启发。

### 自动写作法
为了排除规则、惯例等干扰，把纯粹的精神活动忠实的记录下来，布勒东等提出“自动写作法”，并进行了多方实验。他把一些朋友集合起来，在半催眠的状态下，写下自己的真实思想，然后合在一起拼成一篇文字。结果自然是会有偶尔出现的奇妙比喻以及大量的不通文句。这种写法强调创作的自发性、偶然性，反对事后修改删除。
当然，布勒东很快便承认，这种写作方法仍是不够完美的，因为即使在最不受支配的情况下，总是还有最低限度的理性活动在引导写作。尽管这种写作方法很快就销声匿迹，但它对超现实主义文学的艺术特征还是起了重大作用。
《塞拉菲尼抄本》虽然语言学家们费尽心力想去破解这本书的语言，但是作者塞拉菲尼自己说了——文字背后并没有隐藏什么意义，这就是一种非语义写作(Asemic Writting)；其写作经验类似于一种自动书写(Automatic Writing)。

## 政治、社会观点和活动
超现实主义文学的主要成员最初都是从达达主义分化出来的，因此都具有激烈的反对传统文化和资本主义社会异化的倾向。超现实主义形成的最初动因就是文学家们不满达达式虚无主义的哄闹反抗，想用超现实的追求来解放人性，从而改革社会和人生。1925年1月27日发表的声名中说：“我们不是无政府主义者，我们设想的革命纯粹是具有社会形式的革命。”在反对摩洛哥战争的问题上，超现实主义者曾和法国共产党合作，但他们又坚持超现实主义运动的独立自主性，不接受法共领导。超现实主义者在第二次世界大战期间是反对法西斯主义的，政治上支持抵抗运动。
布勒东想以发扬无意识和非理性作为改革人生和社会的突破口，把绝对的精神解放和思想自由置于价值体系的最高地位，这与未来主义者是相似的。不同的是，未来主义者肯定机械文明的显现实，而超现实主义者则否定这种现实，并想超越显示，把现实与非现实、理性与非理性统一起来，成为一种所谓的“绝对的现实”。

## 代表作家和作品

### 法国
达达主义阶段的作品，主要以否定一切的思想反抗传统观念和现行秩序，根本无视艺术，因此很少成功之作。
在20、30年代巴黎诗人中，菲利普·苏波（1897－1990）的诗以自然流畅清新著称。他完全没有某些超现实主义诗人那种隐讳难解的特点。保罗·艾吕雅（1895－1952）则是超现实主义诗人中最擅长写爱情诗的。其名诗《恋人》简洁而隽永。艾吕雅1938年脱离超现实主义运动，晚年加入法国共产党，积极参加反法西斯的地下抵抗运动。他晚年的作品不再拘泥于梦幻般的诗句，而是从平凡的生活经历中挖掘诗意，如《勇气》一诗写“巴黎在挨饿/巴黎在捱冻/巴黎的街上没有烤栗子吃了……”。
与艾吕雅齐名的路易·阿拉贡（1897－1982）也是法国共产党成员，一生诗风多变，代表作品包括诗集《欢乐之火》（1920）和，《永动集》（1926）等。散文诗《圣洁的礼拜四》写在复活节前的礼拜四民间结彩游乐迎春的景象，糅合了现实和想象。1930年以后，阿拉贡脱离超现实主义，转而歌颂社会主义，并积极参加抵抗运动。由于阿拉贡的诗歌大量采用口语，具有强烈的鼓动性，因此在二战时期，戴高乐曾亲自在伦敦的法国电台朗诵他的作品，并下令向法国敌占区空投他的诗作。
安德烈·布勒东（1896－1966）是法国超现实主义的理论领袖，他发表于1928年的中篇小说《娜嘉》是超现实主义文学中为数甚少的小说中的佳品。小说以第一人称的语气讲述女主人公嘉娜的故事，是“自动写作法”的试验成果。全书最后一句话：“美可能是痉挛性的，也可能不是”已经具有后现代主义者模棱两可的特征。
圣琼·佩斯（1887－1975）曾于1916年出任法国驻华使馆三等秘书，他曾蛰居北京西北郊的一座道观，陆续写出长诗《阿纳巴斯》，十个诗段描写一个部队从海疆到内陆的征战的场面，表达征战中的孤寂。佩斯从未参加过任何流派，也不附和任何倾向，他的诗具有宏伟史诗的色彩，但也带有一些超现实主义的因素，例如奇丽的幻想和神秘感、超越常规的意象比喻、先知预言式的口吻等等。
勒内·夏尔（1907－1988）在23岁那年成为布勒东的信徒，其诗集《没有主人的铁锤》是他超现实主义时期的代表作。1939年之后夏尔脱离超现实主义，但他的作品仍有“自动写作”的特色。

### 英国
英国的超现实主义运动是从法国传播过去的，第一个接纳超现实主义作品的英语刊物是《过渡》。1929年6月号的《过渡》上，发表了尤金·乔拉斯的《声明》，宣称要进行“文字革命”，基本观点接近法国的超现实主义。
1935年是英国超现实主义运动的重要年头，大卫·盖斯科因（1916－2001）发表第一个英国超现实主义宣言和《超现实主义简论》，翌年又翻译出版了布勒东的《什么是超现实主义》的英译版。有趣的是，盖斯科因的宣言声明：“完全遵守马克思、恩格斯和列宁的历史唯物主义”，可见作为一个唯心文学流派的超现实主义在理论上具有自我矛盾之处。事实上，很多超现实主义者都标榜自己是马克思主义者，很多人甚至一度加入过法国共产党。
盖斯科因是英国超现实主义文学的代表人物。他在1936年出版《人生就是这块肉》，诗中大量运用突兀而缺乏联系的意象。
1936年5月，《当代诗文》在伦敦创刊，这是英国超现实主义文学运动的一个半官方的机关刊物，由共产党人罗格·罗夫顿主编。这个刊物只出版了10期，至1937年秋季结束，并没有刊出值得注意的超现实主义作品。
1947年，巴黎举行“国际超现实主义展览”，是英国超现实主义者作为一个整体最后一次公开露面。他们在会上发表了一个声明，略带歉意的阐述这一运动在英国失败的种种原因，如不适合英国国情、英国历来有怪诞文学传统，无需超现实主义来补充、英国的非组织性和缺乏强有力的领袖人物等等。这可以看作是英国超现实主义的终结。
超现实主义运动在英国并未产生很多优秀的作家和作品，但是对英语诗歌的表现手法产生了重大影响。著名诗人奥顿经常使用梦幻意象来揭露社会，他的很多比喻就有超现实主义的色彩。20世纪40年代的新启示派也受到超现实主义的影响，其领袖人物狄兰·托马斯（1914－1953）就一度参加过超现实主义运动。

### 希腊
20世纪30年代，超现实主义风靡西欧和拉美。与法国本土的作品相比，其他地区的作品大都是表现方式上的影响，希腊诗人奥德修斯·埃利蒂斯（1911－1996）是其中成就最高者。他青年时代曾在巴黎攻读超现实主义文学，认为“有可能使超现实主义适应悠久、丰富而柔韧的希腊传统”。他的诗集《方向》和《第一个太阳》都具有浓厚的超现实主义意味。1979年，埃利蒂斯获得诺贝尔文学奖。
现代西方著名诗人中早年受超现实主义运动影响的大有人在。在美国，20世纪60年代兴起的以罗伯特·勃莱为代表的新超现实主义诗歌就是超现实主义结合了北美文化的产物。